# Galbally
Galbally (iriska: An Gallbhaile) är en ort i republiken Irland.   Den ligger i grevskapet County Limerick och provinsen Munster, i den centrala delen av landet, 170 km sydväst om huvudstaden Dublin. Galbally ligger 113 meter över havet och antalet invånare är 238.
Terrängen runt Galbally är kuperad åt sydost, men åt nordväst är den platt.Runt Galbally är det glesbefolkat, med 11 invånare per kvadratkilometer. Närmaste större samhälle är Tipperary, 12,3 km nordost om Galbally. Trakten runt Galbally består i huvudsak av gräsmarker.